# James Prescott Joule

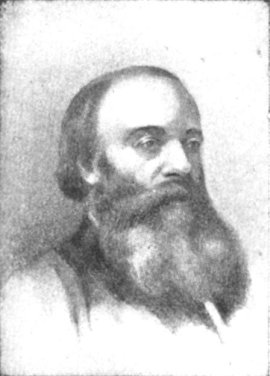
James Prescott Joule

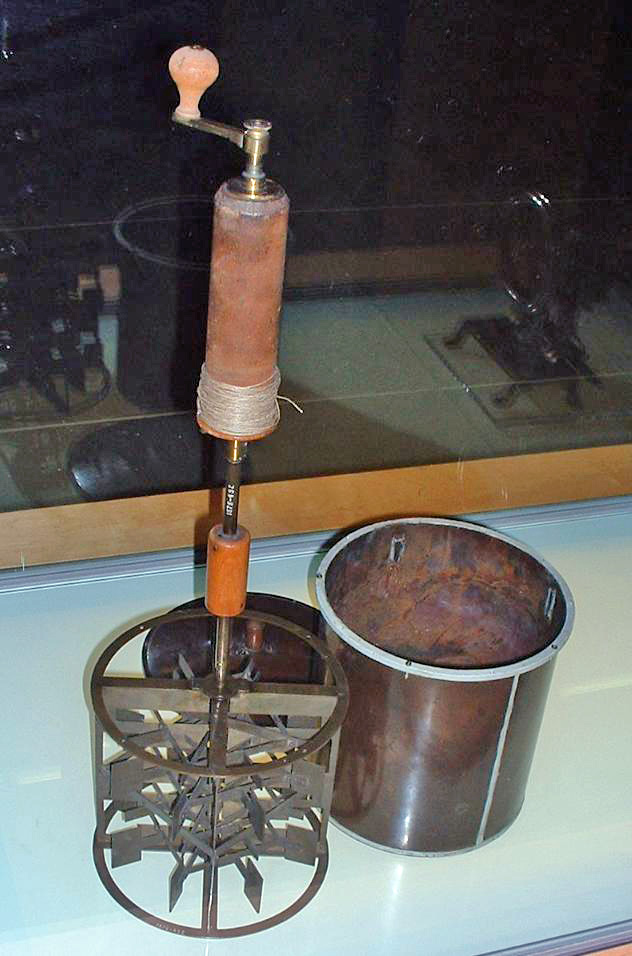
Aparatul pentru determinarea echivalentului mecanic al caloriei

James Prescott Joule (pronunție în engleză [d͡ʒeɪmz ˈprɛskət d͡ʒuːl]; n. 24 decembrie 1818, Salford, Regatul Unit al Marii Britanii și Irlandei – d. 11 octombrie 1889, Sale, Anglia, Regatul Unit al Marii Britanii și Irlandei) a fost un fizician englez autodidact și un fabricant de bere.
A devenit celebru datorită unei experiențe destinate determinării echivalentului mecanic al caloriei, efectuată în anul 1842. Prin această experiență, Joule a verificat principiul conservării și transformării energiei. A investigat și echivalentul electric al căldurii degajate de rezistoare, ca și efectul magnetostrictiv.
Împreună cu William Thomson a lucrat la dezvoltarea unei scări absolute de temperatură.

## Contribuții științifice
În 1840 a început experimente de mare finețe pentru a stabili o unitate de măsură comună pentru efectele calorice, electrice și mecanice.
A enunțat în 1841 legea transformării energiei în conductoare, conform căreia energia disipată sub formă de căldură la trecerea curentului electric printr-un conductor este proporțională cu rezistența conductorului, cu pătratul intensității curentului și cu timpul, E =RI2t. Această echivalare este cunoscută ca legea lui Joule.
Este descoperitorul efectului magnetostrictiv, pe care l-a explicat în anul 1847.
A adus o contribuție importantă și în fizica moleculară, stabilind că energia internă a unui gaz depinde de temperatură și a calculat viteza moleculelor unui gaz, pentru prima dată în fizică.
Împreună cu William Thomson, în 1852, a observat că micșorarea temperaturii unui gaz ce se destinde fără a efectua un lucru mecanic, numit efect Joule - Thomson.
Datorită importantelor sale contribuții din fizică, unitatea de măsură a energiei a fost numită în onoarea sa joule.
A efectuat cercetări experimentale până la terminarea averii sale in 1875.

## Legături externe
- The scientific papers of James Prescott Joule (1884) – annotated by Joule
- The joint scientific papers of James Prescott Joule (1887) – annotated by Joule
- Classic papers of 1845 and 1847 at ChemTeam website On the Mechanical Equivalent of Heat and On the Existence of an Equivalent Relation between Heat and the ordinary Forms of Mechanical Power
- Joule's water friction apparatus at London Science Museum
- Some Remarks on Heat and the Constitution of Elastic Fluids, Joule's 1851 estimate of the speed of a gas molecule
- Joule Manuscripts[nefuncțională – arhivă]
 at John Rylands Library, Manchester.
- University of Manchester material on Joule – includes photographs of Joule's house and gravesite
- „Joule, James Prescott”. Dictionary of National Biography. London: Smith, Elder & Co. 1885
- „Dr. Joule”. Electrical Engineer. London: Biggs & Co (18 October): 311–312. 1889. Accesat în 16 mai 2008 – obituary with brief comment on Joule's family
- Joule Physics Laboratory Arhivat în 29 ianuarie 2013, la Wayback Machine. at the University of Salford
- Joule’s Brewery – contains further information on the origins of the Joules brewery and the link with James Prescott Joule